# 若盾项鲾
若盾项鲾（学名：[Nuchequula gerreoides] 错误：{{Lang}}：文本有斜体标记（帮助）），为鲾科项鲾属下的一个种。分布于印度洋和西太平洋海域。模式产地为印度尼西亚雅加达。

## 鉴别特征
腹部和颊部无磷；体前部背侧几乎全部覆鳞。下颌前腹部凹陷；第二背鳍和臀鳍鳍棘不伸长；颈背上明显的鞍形深色斑块；胸鳍基部下方身体侧面有一个暗黄色的斑块；背鳍硬棘远半部分呈黄色。